# Erythrina burttii
Erythrina burttii är en ärtväxtart som beskrevs av Baker f. Erythrina burttii ingår i släktet Erythrina och familjen ärtväxter. Inga underarter finns listade i Catalogue of Life.